# Goodenia leptoclada
Goodenia leptoclada är en tvåhjärtbladig växtart som beskrevs av George Bentham. Goodenia leptoclada ingår i släktet Goodenia och familjen Goodeniaceae. Inga underarter finns listade i Catalogue of Life.